# Hanshugo Nehmiz
 Hanshugo Hermann Wilhelm Reinhard Nehmiz (* 4. Januar 1909 in Zobten, Landkreis Breslau, Provinz Schlesien; † 27. Oktober 1945) war ein deutscher Archivar und Historiker.

## Leben
Er wurde als Sohn des promovierten Mediziners und praktischen Arztes Johannes Nehmiz (* 1876) und seiner Ehefrau Else, geborene Banke, in Schlesien geboren. Sein Onkel war der evangelische Pfarrer an der Kreuzkirche in Berlin-Schmargendorf Hugo Nehmiz (1879–1967), der sich als Angehöriger der innerkirchlichen Opposition gegen die Deutschen Christen in der evangelischen Kirche zur Wehr setzte.
Sein Großvater Karl Gustav Adolf Hugo Nehmiz wirkte als Domprediger sowie Konsistorialrat in Magdeburg und zuletzt als Generalsuperintendent in Breslau.

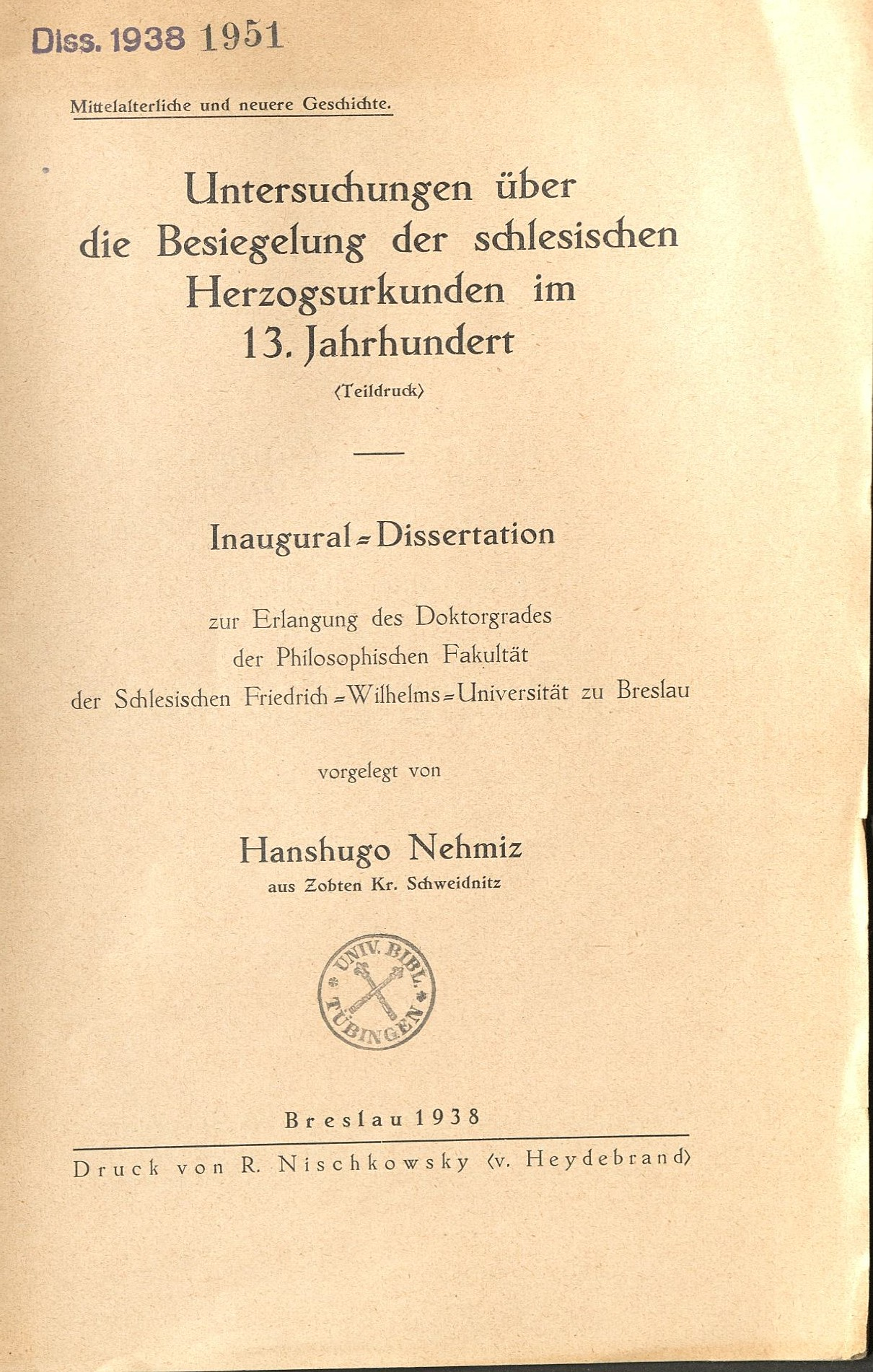
Dissertation (1938)

Nehmiz besuchte ab 1918 das Gymnasium im oberschlesischen Kreuzburg und von 1919 bis zum Abitur das städtische Evangelische Gymnasium in Liegnitz. In den Jahren 1927 bis 1929 studierte er evangelische  Theologie an den Universitäten in Breslau, Tübingen und Berlin. Nach einem Studienwechsel zum Wintersemester 1929/30 studierte er auf Lehramt, dabei insbesondere Geschichte, Deutsch sowie Latein, in Berlin und Breslau. An der Philosophischen Fakultät der Universität Breslau legte er am 7. April 1937 das Examen rigorosum in den Fächern Geschichte und Deutsch ab. Auf dem Gebiet der historischen Hilfswissenschaften genoss er die Ausbildung durch den seit 1929 an der Universität Breslau tätigen Historiker Südtiroler Herkunft Leo Santifaller. Von diesem bekam er die Anregung für die 1937 eingereichte Dissertation Untersuchungen über die Besiegelung der schlesischen Herzogsurkunden im 13. Jahrhundert. Die Doktorarbeit entstand im Zusammenhang mit den von Santifaller geleiteten Arbeiten am „Schlesischen Urkundenbuch“.
Zu den Hobbys des angehenden Archivars zählte das Sammeln von Siegeln und Gegenständen der Volkskunst Schlesiens.
Ende der 1930er Jahre nahm Nehmiz an einem Lehrgang des Preußischen Instituts für Archivwissenschaft in Berlin-Dahlem teil, um sich u. a. geschichtswissenschaftlich weiter fortzubilden. Die Grundausbildung in den geschichtlichen Hilfswissenschaften hatte er bei Leo Santifaller absolviert.
Zuletzt wurde Nehmiz vom Staatsarchivassessor zum Staatsarchivrat befördert und hatte seine Wirkungsstätte in Kattowitz. Die Geschichte dieses Archivs geht auf das Jahr 1932 zurück, als dort im polnischen Teil Oberschlesiens das staatliche historische Archiv mit dem Namen Archiwum Akt Dawnych Województwa Śląskiego (Archiv Alter Akten der Wojewodschaft Schlesien) entstand und heute als Archiwum Państwowe w Katowicach (Staatsarchiv in Kattowitz) besteht. Hans Hugo Nehmitz wird in der polnischen Fachliteratur als Mitarbeiter des Staatsarchivs in Kattowitz im Jahr 1942 erwähnt. Im Zuge der Schaffung einer eigenen Provinz Oberschlesien nach der deutschen Besetzung Polens 1939 wurde zunächst aus dem Archiv in Kattowitz eine Abteilung des Breslauer Staatsarchivs und sie erhielt dann im Zusammenhang mit der wieder geschaffenen Provinz Oberschlesien den Status eines eigenständigen Staatsarchivs.
Er starb bei der Rückreise aus der Gefangenschaft in Polen 1945.

## Veröffentlichungen (Auswahl)
Hanshugo Nehmiz trat als geschichtswissenschaftlicher Fachautor nur mit einigen Publikationen in Erscheinung:
- Untersuchungen über die Besiegelung der schlesischen Herzogsurkunden im 13. Jahrhundert (= Forschungen zum schlesischen Urkundenbuch. Band 1 [Veröffentlichungen der Historischen Kommission für Schlesien, Reihe 2, Bd. 1]). Priebatschs Buchhandlung, Breslau 1939 (Digitalisat).[10]
- Bäuerlicher Hausrat in Schlesien. In: Schlesische Heimat.  1940 [1941], S. 99–109, 16 Abb. (Digitalisat).
- Der Nordosten des Regierungsbezirks Kattowitz. Ein geschichtlicher Überblick. In: Deutsche Monatshefte, 7 = 17 (1940/41), S. 419–436.
- Siegel und Wappen der Stadt Liegnitz. Beiträge zu ihrer geschichtlichen Entwicklung. In:  Theodor Schönborn (Hrsg.): Liegnitz 700 Jahre eine Stadt deutschen Rechts. Im Auftrage des Geschichts- und Altertumsvereins zu Liegnitz mit Unterstützung durch die Stadtverwaltung Liegnitz. NS-Gauverlag Schlesien, Breslau 1942, S. 33–55 [mit vier Tafeln: Abbildungen von Liegnitzer Stadtsiegeln], (Digitalisat) („Im Felde, den  4. November  1942“).
- Neuschlesien. Das Dombrowaer Revier unter preußischer Herrschaft 1795–1807. In: Heimatkalender für die Kreise Bendsburg, Ilkenau und Sosnowitz 2 (1942), S. 61–68.